# PSD Bank Dome
El PSD Bank Dome (llamado anteriormente ISS Dome) es una arena multiusos de la ciudad de Düsseldorf, Alemania. Fue inaugurado en 2006 y cuenta con una capacidad de 15.151 personas para conciertos y 14.282 para encuentros de hockey.

## Eventos

### Deportes
El equipo de hockey de hielo Düsseldorfer EG ejerce de local en el recinto desde el 2006, también el Bergischer HC fue local entre los años 2018 y 2022. En 2014 fue sede del Mundial de Tenis de Mesa y desde el 2021 alberga anualmente la competencia de atletismo ISTAF Indoor Düsseldorf.
El 23 de agosto de 2023 será sede de la Pixum Super Cup 2023 de balonmano, así como también recibirá el Campeonato Mundial de Hockey sobre Hielo Masculino de 2027.

### Música
Artistas como AC/DC, David Guetta, Iron Maiden, Kylie Minogue y Pink han actuado en la arena. En el 2022 fue sede de los MTV Europe Music Awards, que contó con Rita Ora y Taika Waititi como presentadores.

### Videojuegos
El Rocket League World Championship 2023 será celebrado en agosto de 2023, donde los mejores 24 equipos disputarán la competencia.